# Francisco Campderá y Camin
Francisco Campderá y Camin (Lloret de Mar, 1 de octubre de 1793 - Lloret de Mar, 28 de febrero de 1862) fue un médico, psiquiatra y botánico español.

## Biografía
Gerundense, estudió en la Universidad de Montpellier con una beca del Ayuntamiento de Gerona y se doctoró en la célebre Facultad de Medicina con una tesis que llevaba por título Propositions de séméiologie générale. También allí conoció con toda probabilidad al psiquiatra André-Pamphyle-Hyppolite Rech. Fue miembro de la Real Academia de Ciencias Naturales y Artes de la ciudad de Barcelona, de la Sociedad Económica de Amigos del País y de la de Tortosa. Se interesó por los estudios demográficos (escribió Indagación estadística acerca de la reproducción y mortandad en la ciudad de Gerona y en la villa de Lloret de Mar: en el siglo último y en los siete primeros años del actual Barcelona: Imprenta y Fundición de Pons y Compañía, 1849) y fundó el asilo para enfermos mentales "Torre Llunàtica" en Lloret de Mar, en 1844, considerado el primer manicomio particular creado en España. Este establecimiento fue conocido como "Clínica Mental Torre Campderà" y ocupaba 85 áreas en un lugar arbolado y cercano a las playas, de forma que los enfermos podían vivir de forma relajada, tranquila y agradable. Se daba a cada enfermo un trato personalizado. El centro subsistió, con algunas reformas, hasta 1988.
Campderá ayudó al ciego Jaime Isern a aprender las primeras letras en Montpellier, en 1819, donde Isern se había dirigido para operarse de las cataratas con que nació y que eran la causa de su ceguera. Además, Campderá incluyó en las Descripciones de algunos instrumentos para enseñar a los ciegos las primeras letras y la escritura en notas de música de este último una biografía de Isern, nacido en Mataró en 1799, en la que se relata su formación musical, cómo fue su rápido aprendizaje, la decisión de dedicarse a la mejora de los instrumentos para la enseñanza de invidentes y cómo los divulgó gracias a su primo el filólogo Antonio Puigblanch, quien los presentó en la Real Sociedad establecida en Londres para el fomento de las artes, manufacturas y comercio.

## Obras
- "Noticia biográfica" de Jaime Ysern, Descripciones de algunos instrumentos para enseñar a los ciegos las primeras letras y la escritura en notas de música, Barcelona: Impr. Francisco Oliva, 1837.
- Indagación estadística acerca de la reproducción y mortandad en la ciudad de Gerona y en la villa de Lloret de Mar: en el siglo último y en los siete primeros años del actual Barcelona: Imprenta y Fundición de Pons y Compañía, 1849)